# Mark-71-Leichtgewichtsgeschütz

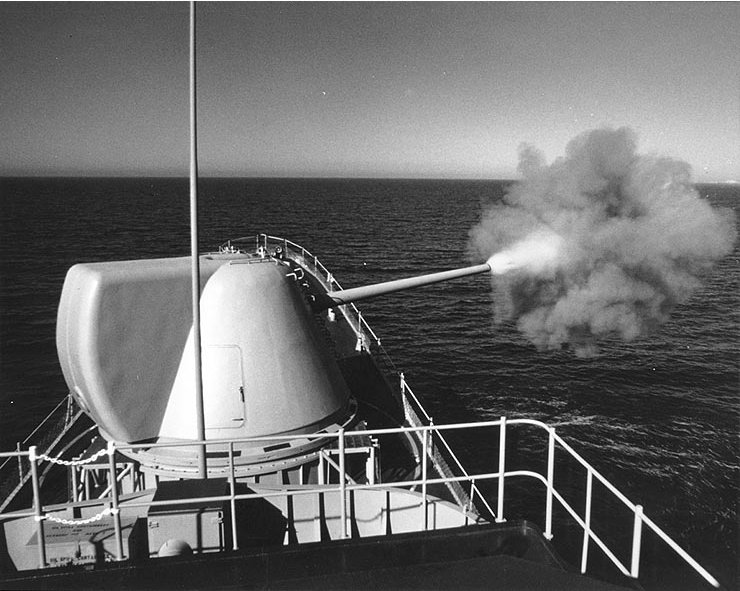
Mark-71-Leichtgewichtsgeschütz auf dem Vorderdeck der Hull

Das Mark-71-Leichtgewichtsgeschütz war ein experimentelles 203-mm-Schiffsgeschütz, das für die United States Navy entwickelt wurde.

## Geschichte
Mit der Außerdienststellung der Kreuzer der Cleveland- und Baltimore-Klasse verfügte die US-Marine auf ihren Schiffen nur noch über Geschütze im Kaliber 127 mm (5 Zoll). Diese Geschütze waren jedoch nicht in der Lage, während einer amphibischen Landungsoperation die nötige Feuerunterstützung für landende Truppen zu liefern und schwer befestigte Stellungen zu zerstören. Um diesem Umstand abzuhelfen, wurde Ende der sechziger Jahre das „Medium Caliber Light Weight Gun“-Projekt ins Leben gerufen, bei dem für die geplanten neuen Zerstörer der Spruance-Klasse ein Geschütz mit einem Kaliber von 203 mm (8 Zoll) entwickelt werden sollte. Nach mehrjähriger Entwicklungszeit gelangte die Waffe 1975 zur Einsatzreife und wurde dann eingehend auf dem Zerstörer USS Hull erprobt. Kurz bevor das Mk-71-Geschütz jedoch an Bord der neuen Schiffsklassen eingebaut werden konnte, stoppte die Carter-Regierung das Projekt 1978 aus finanziellen Gründen.

## Technik
Das System hatte ein Gesamtgewicht von 78 Tonnen, das Geschütz selbst wog 19 Tonnen. Das Geschützrohr war 11,17 Meter lang, die Kadenz betrug 12 Schuss pro Minute. Zur Bedienung des vollautomatischen Geschützes war nur eine Person nötig, was gegenüber den alten Systemen erhebliche Personaleinsparungen mit sich brachte. Die Reichweite betrug 29 Kilometer, mit raketengetriebenen Lenkgeschossen wären noch weitaus größere Reichweiten möglich gewesen.

## Geplanter Einsatz
- Spruance-Klasse
- Ticonderoga-Klasse
- Long Beach nach Umbau zum AEGIS-Kreuzer
- Whidbey-Island-Klasse